# Zucht (ademhaling)
Een zucht is een diepe uitademing, die meestal een emotie uitdrukt. Bij een zucht neemt de spanning van de spieren in de longwand ineens sterk af, waardoor de longen sterk in volume afnemen. Hierdoor stroomt de lucht relatief snel uit de longen via de mondholte naar buiten. Doordat de lucht hierbij langs het gehemelte en de tanden stroomt, ontstaat het kenmerkende geruis dat vervolgens de zucht genoemd wordt. Het hoeft overigens niet per se een ontspanning van de longwandspieren te betreffen, maar het kan ook gaan om een bewuste samendrukking van de longinhoud.
Deze zucht kan onbewust gebeuren bij bijvoorbeeld vermoeidheid, wanneer de persoon zijn spieren eigenlijk niet meer voor de volle 100% in bedwang heeft. Dit is ook het geval wanneer een persoon in verrukking is, zoals bij verliefdheid het geval kan zijn. De zucht is meestal half bewust, half expres geslaakt als een persoon dit uit ongenoegen doet. Er zijn nog vele andere redenen om een zucht te slaken, maar de hiervoor genoemde zijn over het algemeen de drie meest voorkomende.